# Scooter
Scooter – niemiecki zespół muzyczny założony w 1993 roku, wykonujący szeroko rozumianą elektroniczną muzykę taneczną z gatunków: Hard Dance, Happy Hardcore, Trance, Electro, Pop, Hardstyle, UK Hardcore, Jumpstyle, Dance, Electro House, Bigroom, Dubstep, Jungle. Zespół jest uznawany za pionierski w kwestii popularyzacji muzyki określanej współcześnie jako EDM wśród szerokiej publiki – za sprawą popularyzacji tego nurtu w mainstreamowych mediach począwszy od wczesnych lat 90. aż po dzień obecny.

## Historia

### Początki istnienia
Zespół rozpoczął działalność w 1993 jako projekt stworzony po rozwiązaniu się zespołu Celebrate the Nun założonego przez frontmana i wokalistę H.P. Baxxtera oraz klawiszowca Rick J. Jordana. Na pierwszym singlu nowej grupy – „Vallée de Larmes” – znalazł się tytułowy utwór wraz z pierwszymi nagraniami i remiksami. Piosenka została wydana jedynie na płycie winylowej. Pierwsze numery zespołu były prezentowane głównie w niemieckich klubach muzycznych. W tym samym roku podczas pierwszego koncertu w Hamburgu wokalista grupy zaczął freestyle do tanecznego utworu instrumentalnego, czego efektem okazał się nowy utwór formacji – „Hyper Hyper”. Zrewolucjonizował on niemiecką muzykę happy hardcore i jako pierwszy singiel tego gatunku dotarł do drugiego miejsca krajowej listy przebojów oraz otrzymał certyfikat platynowej płyty osiągając wynik ponad 700 tys. sprzedanych egzemplarzy.

### 1994-97:...and the Beat Goes On!,Our Happy Hardcore,Wicked!,Age of Love
W grudniu 1994 ukazał się debiutancki album formacji zatytułowany ...and the Beat Goes On!, zawierał 11 piosenek w popularnych w latach 90. stylach happy hardcore i rave. Okazał się on hitem nie tylko w Niemczech, gdzie osiągnął status platynowej płyty, ale także w Polsce, Szwajcarii, Danii i Holandii. Scooter nagrał teledyski do czterech singli z płyty: „Hyper Hyper”, „Move Your Ass!”, „Friends” (w których po raz pierwszy użyto charakterystycznego pitched voice, czyli efektu syntezatorowego głosu) oraz „Endless Summer”. W tym samym roku zespół odbył swoją pierwszą trasę koncertową po Niemczech i wystąpił gościnnie w niemieckim talk-show nadawanym na stacji Viva.
W marcu 1996 wydali drugi album pt. Our Happy Hardcore, którą promowały single „Let Me Be Your Valentine”, „Back in the U.K.” oraz nowa wersja piosenki „Rebel Yell” z repertuaru Billy Idola. Utwory uplasowały się w czołówce europejskich list przebojów. W tym samym roku ukazał się kolejny krążek formacji zatytułowany Wicked!, z którego pochodzi singiel „I'm Raving” i ,,Break it up". Kolejna płyta w dorobku grupy pt. The Age of Love została wydana w 1997 roku, promował ją tytułowy utwór oraz single „Fire!” i „No Fate”. Utwór „Fire!" zostaje wykorzystany w filmie „Mortal Kombat 2: Unicestwienie".

### 1998–2002:Rough and Touch and Dangerous,No Time to Chill,Back to the Heavyweight Jam,Sheffield
W 1998 zespół wydał album kompilacyjny pt. Rough and Touch and Dangerous zawierający zbiór wszystkich dotychczasowych singli formacji. Wydawnictwo podsumowało twórczość grupy od 1994 do 1998 roku, okres ten został nazwany przez zespół pierwszym rozdziałem w ich karierze. W tym samym roku ze składu grupy odszedł Ferris Bueller, którego później zastąpił niemiecki DJ – Axel Coon. Na albumie pojawiły się także nagrania z koncertów, remiksy oraz wersje instrumentalne utworów. W lipcu na rynku ukazał się piąty długogrający krążek zespołu pt. No Time to Chill, na którym umieszczono takie utwory, jak m.in. „How Much Is the Fish?”, „Call Me Mañana”, „We Are the Greatest” i „I Was Made for Lovin’ You”, będący coverem piosenki zespołu Kiss. Album osiągnął status platynowej płyty w kraju.
W 1999 grupa zmieniła oficjalne logo wykorzystywane na okładkach płyt z napisu Scooter na symbol megafonu, co stało się tym samym znakiem firmowym wytwórni płytowej, z którą zespół współpracował. Zespół zaczął koncertować nie tylko w Europie, ale także w Brazylii, Argentynie, Rosji, Japonii, Stanach Zjednoczonych oraz na Ukrainie, jako jeden z pierwszych grup zachodnich, grających muzykę elektroniczną, pojawił się także w krajach wschodniej Europy. W sierpniu wydana została kolejna płyta długogrająca zespołu pt. Back to the Heavyweight Jam, którą promowały single „Faster Harder Scooter” i „Fuck the Millennium”. W czerwcu 2000 roku do sprzedaży trafił siódmy krążek studyjny grupy pt. Sheffield, w 2001 – album pt. We Bring the Noise!, a w styczniu 2002 roku – składankę Push the Beat for This Jam zawierającą wszystkie single wydane przez grupę w latach 1998–2002. Na reedycji krążka umieszczono dodatkowo zapis audio wykonania na żywo piosenek podczas koncertu w Polsce, remiksy oraz kilka bonusowych utworów zespołu.

### 2002-07:Encore: Live and Direct,The Stadium Techno Experience,Mind the Gap
W lutym 2002 zespół nagrał swoją wersję utworu „Nessaja” Petera Maffaya i Rolfa Zuckowskiego. Piosenka zapowiadała nowy album koncertowy pt. Encore: Live and Direct, na którym znalazł się zapis audiowizualny ze styczniowego koncertu formacji w Kolonii. W nowym wydawnictwie znalazły się także wszystkie dotychczasowe teledyski zespołu, wywiady z członkami zespołu oraz quizy muzyczne związane z historią formacji. W lipcu tego samego roku ukazała się kolejna płyta kompilacyjna Scootera pt. 24 Carat Gold nagrana w towarzystwie nowego członka zespołu – Jaya Froga, który zastąpił Alexa Coona.
W 2003 premierę miał dziewiąty album studyjny zespołu pt. The Stadium Techno Experience, który promowały single „Maria (I Like It Loud)” i „The Night”. W ramach promocji płyty formacja wyruszyła w trasę koncertową, występując m.in. w Norwegii, Turcji, Japonii, Stanach Zjednoczonych i we Francji. W listopadzie ogłoszono, że grupa zgłosiła się do udziału w krajowych eliminacjach do 49. Konkursu Piosenki Eurowizji (12 Points) z utworem „Jigga Jigga!”, z którym zajęła ostatecznie drugie miejsce, przegrywając jedynie ze zwycięzcą selekcji, Maximilianem Mutzkem. Dwa tygodnie przed występem w koncercie finałowym eliminacji, tj. 6 marca, zespół otrzymał nagrodę Echo przyznawaną przez niemiecką branżę muzyczną najpopularniejszym wykonawcom. Na początku listopada tego samego roku zespół wydał swój jubileuszowy, dziesiąty album długogrający zatytułowany Mind the Gap, a rok później – płytę pt. Who’s Got the Last Laugh Now?, na której znalazły się single „Hello! (Good to Be Back)” i „Apache Rocks the Bottom!”. W czerwcu 2006 roku ukazał się kolejny krążek koncertowy formacji pt. "Excess All Areas" zawierający zapis audio i wideo z koncertu zagranego przez muzyków w Hamburgu. Wydawnictwo zostało wzbogacone o wywiady z członkami zespołu oraz ich fanami, a także o wszystkie teledyski wydane w latach 1994-2006. Niedługo ze składu grupy odszedł Jay Frog, a reszta zespołu postanowiła nagrywać kolejne płyty w studiach muzycznych w Polsce ze względu na niższe koszty produkcji.

### 2008-10:The Ultimate Aural Orgasm,Jumpin’ All Over the World,Under the Radar Over the Top
W 2007 członkowie grupy pojawili się gościnnie w talk-show Kuba Wojewódzki. W trakcie programu muzycy zaprezentowali singiel „Behind the Cow” z nowej płyty zatytułowanej The Ultimate Aural Orgasm. Album został nagrany razem z Michaelem Simonem, który został nowym członkiem zespołu. W sierpniu premierę miał nowy singiel formacji – „The Question Is What Is the Question” nagrany w stylu jumpstyle, w którym zaczął tworzyć zespół. W listopadzie tego samego roku na rynku ukazał się trzynasty album studyjny w dorobku Scootera pt. Jumpin’ All Over the World, na którym znalazły się takie utwory, jak m.in. „And No Maches” i „I'm Lonely”. W ramach trasy koncertowej promującej wydawnictwo grupa wystąpiła m.in. w Australii. Rok później na rynku europejskim ukazała się reedycja płyty pt. Jumping All Over The World – Whatever You Want, która została wydana aż w 3 wersjach: standardowej (zawierającej nowe wersje piosenek „Lighten Up the Sky” i „I'm Lonely”, singel „Whatever You Want” nagrany wraz z grupą Status Quo oraz 7 utworów z projektu pt. Hands On Scooter, w ramach którego inni wykonawcy nagrali swoje wersje piosenek z repertuaru Scootera), premium (wzbogaconej o zapis wideo z koncertu zespołu w Berlinie) oraz rozszerzonej, do której dodano także płytę DVD ze wszystkimi teledyskami zespołu, koszulką oraz autografem muzyków.
W październiku ukazała się kolejna płyta zespołu pt. Under the Radar Over the Top, którą promowały single: „J'adore Hardcore”, „Ti Sento”, „The Sound Above My Hair” i „Stuck on Replay”.

### Od 2011:The Fifth Chapter,Ace, Forever
W 2011 muzycy wyruszyli w trasę koncertową zatytułowaną Stuff The Turkey X-Mas Tour. W czerwcu tego samego roku odbył się specjalny koncert pt. The Stadium Techno Inferno, w ramach którego gościnnie wystąpili tacy wykonawcy, jak m.in. Jan Delay i Heinz Strunk. W tym samym roku premierę miał kolejny album zespołu – The Big Mash Up, na którym znalazły się single „The Only One”, „David Doesn't Eat”, „C'est bleu” (nagrany w duecie z Vicky Leandros i „It's a Biz (Ain’t Nobody)”. W listopadzie 2012 roku na rynku ukazał się nowy album formacji pt. Music for a Big Night Out promowany przez utwory „4 AM” i „Army of Hardcore”.
W 2013 drugi ze współzałożycieli i klawiszowiec zespołu, Rick J. Jordan, ogłosił odejście ze składu formacji, co tłumaczył chęcią spędzenia większej ilości czasu z przyjaciółmi i rodziną oraz próbą stworzenia nowego i własnego projektu muzycznego .W tym samym roku ukazał się specjalny album kompilacyjny zespołu pt. 20 Years of Hardcore wydany z okazji 20-lecia istnienia projektu. W 2014 roku premierę miał kolejny album zespołu zatytułowany The Fifth Chapter. W grupie pojawia się Phil Speiser, który komponuje i miksuje utwory zespołu specjalną techniką komputerową.
4 stycznia 2016 ogłosił premierę swojego osiemnastego albumu studyjnego pt. Ace, który ukazał się 5 lutego. Płytę promują piosenki takie jak „Riot” i „Oi”. 6 maja tego samego roku pokazał się singiel „Mary Got No Lamb”, który przedstawia koncert zespołu.
3 sierpnia 2017 roku Scooter wystąpił na festiwalu muzycznym ZBFest w Bałakławie na zaanektowanym przez Rosję Krymie. Za nielegalne przekroczenie granicy zespołowi grozi do ośmiu lat więzienia. W tym samym miesiącu przyjechał do Polski, by zagrać koncert w Katowicach w ramach 90. Festiwalu.
W listopadzie 2018 roku Phil Speiser odchodzi z zespołu. Na jego miejsce do czasu zakończenia trasy koncertowej 25 Years Wild and Wicked Tour do zespołu dołącza Etnik Zarari , zaś w marcu 2019 oficjalnym członkiem zespołu zostaje Sebastian Schilde.  
W 2019 zagrali cztery koncerty w Polsce, w tym dwa w Warszawie, jeden w Katowicach i jeden we Wrocławiu.
Latem 2020 ukazać miał się dwudziesty studyjny album zespołu pt.God Save the Rave, jednak jego premiera ze względu na ograniczenia spowodowane pandemią COVID-19 odbyła się ostatecznie w kwietniu 2021 roku.
W grudniu  2022 zespół wydał oświadczenie w którym poinformował o odejściu Michaela Simona ze składu, który postanowił skupić się na solowej karierze. Przy okazji zespół potwierdził podawane przez różne źródła informacje o odejściu drugiego z instrumentalistów Sebastiana Schilde który odszedł prawdopodobnie z powodu konfliktu z pozostałymi członkami. W styczniu ogłoszono iż do zespołu dołączyli Mark Blou oraz Jay Frog który powrócił do składu po odejściu w 2006 roku.
W styczniu 2023 roku zespół wydał singiel pt. Waste Your Youth, zaś do kin trafił film dokumentalny FCK 2020 – TWO AND A HALF YEARS WITH SCOOTER” będącym podsumowaniem działalności zespołu z ostatnich dwóch i pół lat.
22 marca 2024 ukazał się dwudziesty pierwszy album studyjny zespołu pt. Open Your Mind and Your Trousers.

## Członkowie zespołu

### Obecni członkowie
- H.P. Baxxter – wokal, MC, gitara elektryczna, instrumenty klawiszowe, kompozytor (od 1993)
- Jay Frog – producent, kompozytor, instrumenty klawiszowe (2002 -2006 od 2022)
- Mark Blou – producent, kompozytor, instrumenty klawiszowe  (od 2022)

### Byli członkowie
- Ferris Bueller – instrumenty klawiszowe, perkusja, kompozytor, producent (1993–1998)
- Axel Coon – instrumenty klawiszowe, kompozytor, producent (1998–2002)
- Rick J. Jordan – inżynier dźwięku, instrumenty klawiszowe, kompozytor, producent, gitara, bębny, lider zespołu(1993–2014)

- Phil Speiser – producent, kompozytor, instrumenty klawiszowe (2014–2018)

- Michael Simon – producent, kompozytor, instrumenty klawiszowe, DJ ( 2006–2022)
- Sebastian Schilde – producent (2019–2022)

### Byli członkowie koncertowi
- Etnik Zarari - instrumenty klawiszowe (listopad 2018 – marzec 2019)

## Dyskografia
| - ...and the Beat Goes On! (1995) - Our Happy Hardcore (1996) - Wicked! (1996) - Age of Love (1997) - No Time to Chill (1998) - Back to the Heavyweight Jam (1999) - Sheffield (2000) - We Bring the Noise! (2001) - The Stadium Techno Experience (2003) - Mind the Gap (2004) - Who’s Got the Last Laugh Now? (2005) - The Ultimate Aural Orgasm (2007) - Jumpin’ All Over the World(2007) - Under the Radar Over the Top (2009) - The Big Mash Up (2011) - Music for a Big Night Out (2012) - The Fifth Chapter (2014) - Ace (2016) - Scooter Forever (2017) - God Save the Rave (2021) - Open Your Mind and Your Trousers (2024) - Rough and Tough and Dangerous (1998) - Push the Beat for This Jam (2002) - 24 Carat Gold (2002) - Jumpin’ All Over the World – Whatever You Want (2008) - Hands on Scooter (2009) - Russian Replay (2010) - 20 Years of Hardcore (2013) - Encore – Live & Direct (2002; DVD) - Live – Selected Songs of the 10th Anniversary Concert (2004) - Excess All Areas (2006; DVD) - Live in Berlin (2008; DVD tylko w specjalnej edycji albumu Jumpin’ All Over the World) - Live in Hamburg (2010; DVD) - The Stadium Techno Inferno (2011; DVD tylko w specjalnej edycji albumu The Big Mash Up) |

### Single
- 1994 – „Vallée de Larmes”
- 1994 – „Hyper Hyper”
- 1995 – „Move Your Ass!”
- 1995 – „Friends”
- 1995 – „Endless Summer”
- 1995 – „Back in the U.K.”
- 1995 – „Back in the Ireland”
- 1996 – „Let Me Be Your Valentine”
- 1996 – „Rebel Yell”
- 1996 – „I’m Raving”
- 1996 – „Break It Up”
- 1997 – „Fire!”
- 1997 – „The Age of Love”
- 1998 – „No Fate”
- 1998 – „How Much Is the Fish?”
- 1998 – „We Are the Greatest/I Was Made for Lovin’ You”
- 1999 – „Call Me Mañana”
- 1999 – „Faster Harder Scooter”
- 1999 – „Fuck The Millennium”
- 2000 – „I’m Your Pusher”
- 2000 – „She’s the Sun”
- 2001 – „Posse (I Need You on the Floor)”
- 2001 – „Aiii Shot the DJ”
- 2001 – „Ramp! (The Logical Song)”
- 2002 – „Nessaja”
- 2003 – „Weekend”
- 2003 – „The Night”
- 2003 – „Maria (I Like It Loud)”
- 2003 – „Jigga Jigga!”
- 2004 – „Shake That!”
- 2004 – „One (Always Hardcore)”
- 2005 – „Suavemente”
- 2005 – „Hello! (Good to Be Back)”
- 2005 – „Apache (Rocks the Bottom)”
- 2007 – „Behind the Cow”
- 2007 – „Lass uns tanzen”
- 2007 – „The Question Is What Is the Question”
- 2007 – „And No Matches”
- 2008 – „Jumping All Over the World”
- 2008 – „I’m Lonely”
- 2008 – „Jump That Rock (Whatever You Want)”
- 2009 – „J’adore Hardcore”
- 2009 – „Ti sento”
- 2009 – „The Sound Above My Hair”
- 2010 – „Stuck on Replay”
- 2011 – „Friends Turbo”
- 2011 – „The Only One”
- 2011 – „David Doesn’t Eat”
- 2011 – „C’est bleu”
- 2012 – „It’s a Biz (Ain’t Nobody)”
- 2012 – „4 A.M.”
- 2012 – „Army of Hardcore”
- 2014 – „Bigroom Blitz”
- 2014 – „Today”
- 2014 – „Call the Police”
- 2014 – „Can’t Stop the Hardcore”
- 2015 – „Radiate”
- 2015 – „Riot”
- 2016 – „Oi”
- 2016 – „Mary Got No Lamb”
- 2017 – „Bora! Bora! Bora!”
- 2017 – „My Gabber”
- 2017 – „In Rave We Trust”
- 2019 – "Rave Teacher"
- 2019 – "God Save The Rave"
- 2020 – "FCK 2020"
- 2021 – "Groundhug day"
- 2022 – "Do Not Sit If You Can Dance"
- 2023 – "Waste Your Youth"
- 2023 – "Techno is back"
- 2023 – "Constellations"
- 2023 – "For Those about the Rave"

- 2025 - "Heart attack"

### Remiksy
- 1994 – Ultra Sonic – Check Your Head (Scooter Remix)
- 1995 – Interactive – Living Without Your Love (Scooter Remix)
- 1995 – Shahin & Simon – Do The Right Thing (Scooter Remix)
- 1995 – Shahin & Simon – Do The Right Thing (Scooter Radio Remix)
- 1995 – Datura – Angeli Domini Remix (Scooter Remix)
- 2001 – Modern Talking – Win The Race (Scooter Remix)
- 2001 – Marc Et Claude – Loving You (Ratty Remix)
- 2001 – Gouryella – Tenshi (Ratty Remix)
- 2001 – Starsplash – Wonderful Days 2001 (Ratty Remix)
- 2001 – ATB – Hold You (Ratty Mix)
- 2003 – Ron Van Den Beuken – Timeless (Ratty Full On Vocals Remix)
- 2003 – Ron Van Den Beuken – Timeless (Ratty Dub Mix)
- 2005 – Einmusik – Jittery Heritage (Scooter Remix)
- 2005 – Bloodhound Gang – Uhn Tiss Uhn Tiss Uhn Tiss (Scooter Remix)
- 2006 – Deichkind – Remmidemmi (Yippie Yippie Yeah) (Scooter Remix)
- 2008 – Lützenkirchen – Drei Tage Wach (Scooter Remix)
- 2008 – Maximum Spell – I See You (Scooter Remix)
- 2008 – Ultrabeat vs. Darren Styles – Discolights (Scooter Remix)
- 2009 – Die Fantastischen Vier – Troy (Scooter Remix)
- 2009 – Rammstein – Pussy (Scooter Remix)
- 2011 – Within Temptation – Sinéad (Scooter Remix)
- 2011 – Scooter – Suck My Megamix
- 2013 – Helmut Kohl (Scooter Remix)
- 2014 – Beatsteaks – Gentleman Of The Year (Scooter Remix)